# Direction générale des Relations internationales et de la Stratégie
 (décembre 2020).
La direction générale des Relations internationales et de la Stratégie (DGRIS), rattachée au ministre des Armées, contribue à la politique internationale coordonnée par le ministère de l'Europe et des Affaires étrangères. Elle pilote l'action internationale du ministère des Armées en y associant l’État-major des armées (EMA), la direction générale de l’Armement (DGA) et le secrétariat général pour l'administration du ministère des Armées (SGA).
La DGRIS pilote également les travaux de prospective stratégique et coordonne, pour le ministère des Armées, ceux nécessaires à la préparation du Livre blanc sur la défense et la sécurité nationale et à son actualisation régulière.
La DGRIS assure l’interface (à l’exception des activités opérationnelles, de la conduite des coopérations en matière d’armement et du soutien aux opérations d’exportation), avec les autres ministères pour les questions touchant à l’action internationale, et particulièrement avec le ministère de l'Europe et des Affaires étrangères. Elle est en outre chargée de la stratégie d’influence internationale du ministère des Armées et du pilotage du réseau des missions de défense à l’étranger.

## Histoire
Entre 1964 et 2015, quatre organismes précèdent la création de la direction générale des relations internationales et de la stratégie du ministère de la Défense.
1964 : création du Centre de prospective et d'évaluation (CPE) par Pierre Messmer. C’est le premier organisme institutionnel français exclusivement consacré au futur. Ses missions recouvrent la prospective stratégique ainsi que l’évaluation et la sélection des orientations des programmes d'armement à long terme. Le Centre de prospective et d'évaluations a contribué à la définition de la doctrine française en matière de dissuasion nucléaire.
1982 : le Groupe de planification et d'études stratégiques (GROUPES) succède au Centre de prospective et d'évaluations. Il reprend les mêmes attributions en intégrant une fonction de court terme. Il apporte sa contribution à la préparation de discours du ministre et à la rédaction de synthèses sur des sujets d'actualité. Il réalise des études à caractère opérationnel. Son rôle est plus politique que le CPE et il est placé sous l'autorité du ministre.
1987 : la Délégation aux études générales (DEG) reprend les attributions du GROUPES, auxquelles viennent s’ajouter l'élaboration des positions de la France en matière d'armement et le suivi des négociations sur ce sujet. Le rattachement du directeur au cabinet du ministre renforce le travail de la DEG. Il joue un rôle dans la directive opérationnelle de recherche.
1992 : la Délégation aux affaires stratégiques (DAS) est créée (« Décret n°92-524 du 16 juin 1992 portant création de la délégation aux affaires stratégiques du ministère de la défense », sur Legifrance). Elle procède à toute étude, analyse, synthèse et recherche prospective dans les domaines stratégiques intéressant le ministre chargé des armées. Elle lui propose les éléments d'appréciation sur les options possibles dans ces domaines et en évalue les conséquences à long terme. Elle est associée aux travaux de planification et de programmation conduits au ministère. Elle assiste le ministre pour l'élaboration des positions françaises dans les négociations internationales et les actions de coopération intéressant la défense.
Dans le même temps, la direction du Renseignement militaire, l'Etat-Major interarmées et le Centre opérationnel interarmées sont créés, instaurant une réorganisation professionnelle et une amélioration technique de certaines capacités utiles à l'action du ministère.
2015 : le décret n°2015-4 et l’arrêté, datés du 2 janvier 2015, portent création de la direction générale des relations internationales et de la stratégie (DGRIS) du ministère de la défense. La DGRIS répond à une volonté d’assurer une meilleure cohérence dans le traitement des dossiers internationaux. Elle réunit des fonctions exercées par la Délégation aux affaires stratégiques (DAS), l’État-major des armées (EMA) et la Direction générale de l’armement (DGA) en matière de pilotage de l’action internationale et des affaires stratégiques.
Cette structure, dont le principe a été arrêté par le ministre de la Défense à l’été 2013, répond en particulier à la volonté de rénover la fonction « relations internationales » afin d’en renforcer la cohérence, d’éviter les doublons et de permettre une meilleure identification des responsabilités au sein du ministère. La DGRIS est également chargée de faire des études et des propositions en matière de stratégie de défense, d’animer le conseil de la stratégie de défense et de préparer les orientations stratégiques du ministère de la défense.

## Missions
- Piloter l’action internationale du ministère des Armées, en y associant l’Etat-major des armées, la direction générale de l’Armement et le secrétariat général pour l’administration ;
- Coordonner, au sein du ministère de la défense, la préparation et l’actualisation du Livre blanc sur la défense et la sécurité nationale ;
- Piloter les travaux de prospective stratégique du ministère des Armées et animer, dans son champ de compétence, les relations avec le monde universitaire et les instituts de recherche ;
- Piloter et coordonner l’action internationale du ministère en matière de relations bilatérales avec les Etats étrangers ;
- Contribuer à la définition des positions de la France au sein des organisations internationales traitant des questions de défense ;
- Définir la stratégie d’influence internationale du ministère des Armées ;
- Élaborer des études et des propositions en matière de stratégie de défense ;
- Suivre la planification de défense et veiller, en liaison avec le chef d’état-major des armées, le délégué général pour l’armement et le secrétaire général pour l’administration, à l’articulation entre la stratégie de défense et ses évolutions et la programmation militaire ;
- Piloter l’action du ministère dans le domaine de la lutte contre la prolifération, de la maîtrise des armements et du désarmement et proposer les orientations en matière de contrôle des exportations de matériels de guerre ;
- Assurer l’interface avec les autres ministères pour les questions touchant à l’action internationale du ministère des Armées.

## Organisation

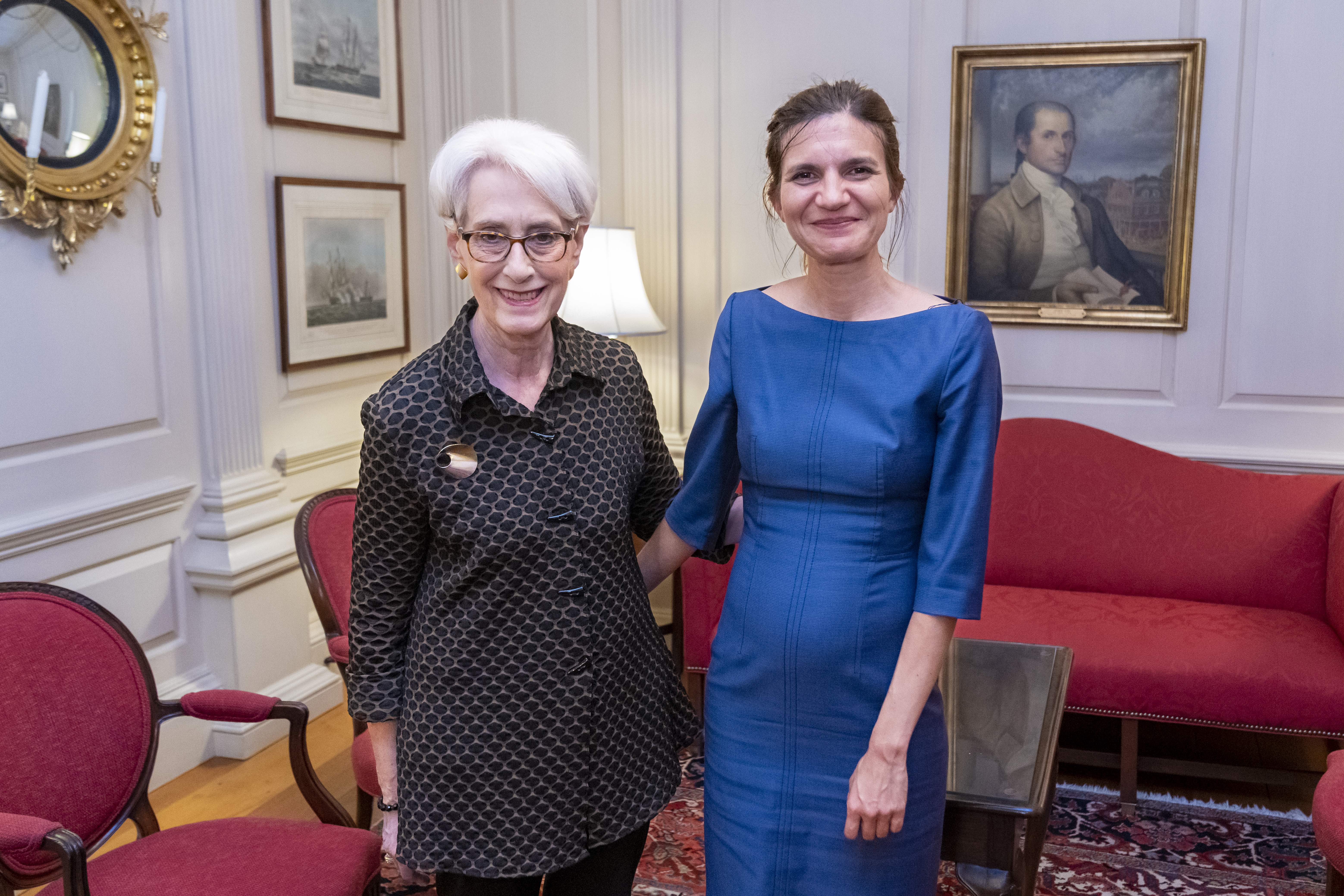
Alice Rufo et Wendy Sherman en 2023.

### Structure
La DGRIS est composée d'une direction et de trois services :
- direction stratégie de défense, prospective et contre-prolifération ;
- service Europe, Amérique du Nord et action multilatérale ;
- service des affaires de sécurité internationale ;
- service du pilotage des ressources et de l'influence internationale.

### Direction
| Directeur       | Grade ou statut | Date de nomination | Texte de nomination       |
| --------------- | --------------- | ------------------ | ------------------------- |
| Philippe Errera |                 | 5 janvier 2015     | Décret du 5 janvier 2015  |
| Alice Guitton   |                 | 23 août 2018       | Décret du 11 juillet 2018 |
| Alice Rufo      |                 | 1er novembre 2022  | Décret du 5 octobre 2022  |